# Mas-d'Auvignon
Mas-d'Auvignon é uma comuna francesa na região administrativa de Occitânia, no departamento de Gers. Estende-se por uma área de 13,74 km². Em 2010 a comuna tinha 177 habitantes (densidade: 12,9 hab./km²).